# Progress MS-05

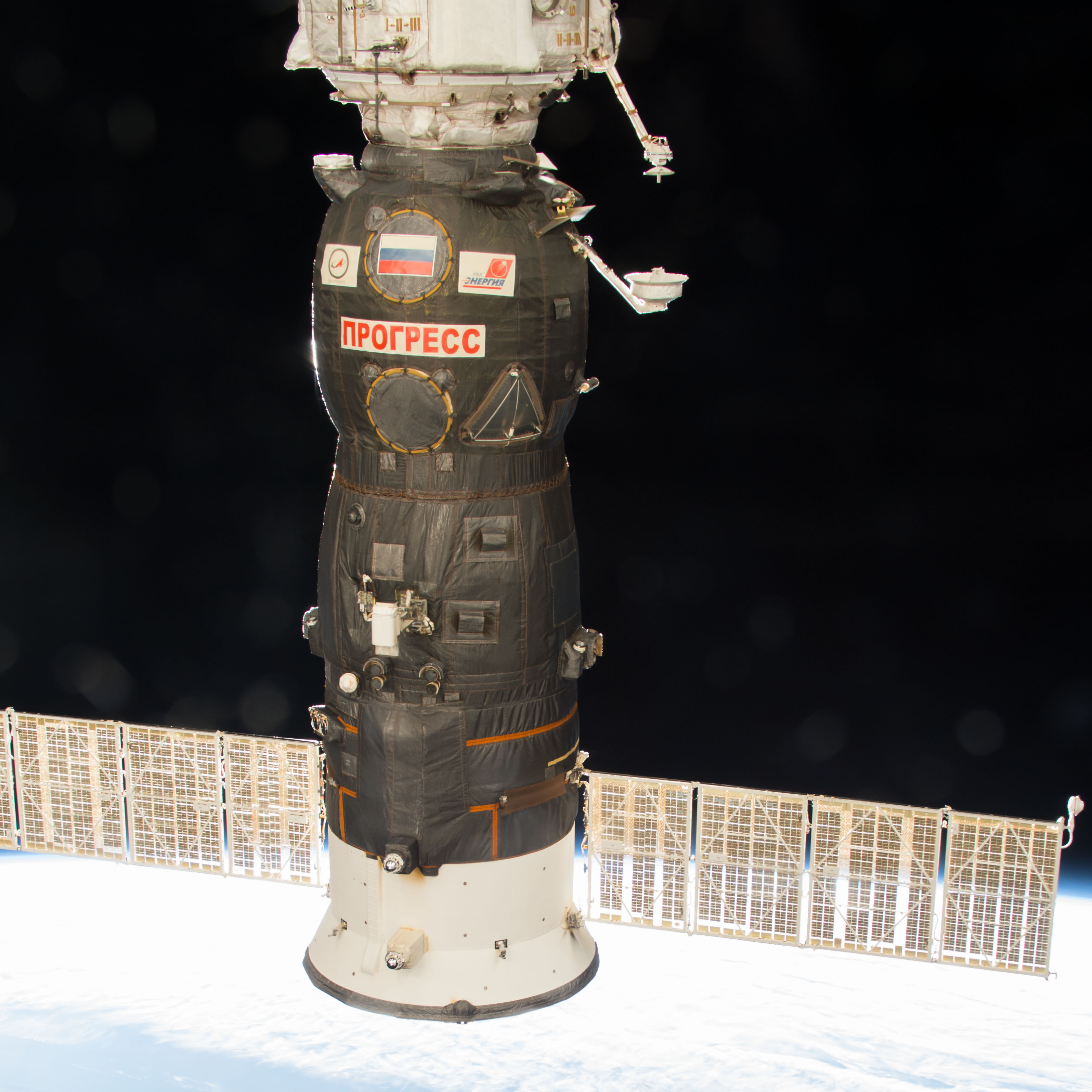
Progress MS-05 przycumowany do stacji ISS

Progress MS-05 (w oznaczeniach NASA jako Progress 66 lub 66P) – misja statku transportowego Progress, prowadzona przez rosyjską agencję kosmiczną Roskosmos na potrzeby zaopatrzenia Międzynarodowej Stacji Kosmicznej.

## Przebieg misji
Start był planowany na 2 lutego 2017. Ostatecznie pojazd wystartował 22 lutego 2017 o 5:58 UTC z kompleksu startowego nr 1 kosmodromu Bajkonur przy wykorzystaniu rakiety Sojuz-U. Do ISS zadokował 24 lutego 2017 o 08:34 UTC, przyłączając się do portu cumowniczego modułu Pirs.

## Ładunek
Całkowity ładunek, który Progress MS-05  dostarczył na Międzynarodową Stację Kosmiczną miał masę 2450 kg. Statek dostarczył żywność, paliwo i zaopatrzenie.